# Interakcja genotyp-środowisko

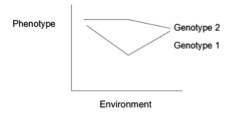
Przykładowy, uproszczony kształt zakresu reakcji dwóch genotypów w trzech środowiskach, przy występowaniu efektu interakcji. Jeden z genotypów cechuje się szczególną podatnością na jeden typ środowiska.

Interakcja genotyp–środowisko (interakcja gen–środowisko, GxE, G×E) – różnice wzorów ekspresji genotypów w środowiskach, niesprowadzające się do różnego wpływu genów lub środowiska z osobna. Przy braku interakcji zakresy reakcji różnych genotypów na środowisko mogą być odmienne, ale pozostają równoległe: mają jedynie ogólnie wyższy lub niższy poziom. Obecność interakcji oznacza, że genotypy różnią się dodatkowo szczegółową plastycznością i wrażliwościami na konkretne bodźce środowiskowe. 
Jest przypadkiem interakcji statystycznej w modelu badanego zjawiska – np. w medycynie genetycznej lub naukach o zachowaniu – i jej pominięcie może zakłócać uzyskiwane oszacowania. Drugim źródłem potencjalnych zakłóceń jest korelacja genotyp-środowisko (rGE), czyli nielosowe występowanie różnych fenotypów w środowiskach. Oba zjawiska mogą wynikać z mechanizmów genetycznych i biologicznych, ale mogą również być mniej lub bardziej incydentalne – co wymaga szczegółowej identyfikacji. 
Przykładem G×E jest fenyloketonuria. Jest to choroba o prostym i całkowicie genetycznym pochodzeniu, którego mechanizm polega na zaburzeniu przyswajania fenyloalaniny w diecie. W tym przypadku możliwe jest całkowite zapobiegnięcie negatywnym objawom, poprzez unikanie tego składnika w pożywieniu. 
Spory o efekty G×E i rGE, oraz powiązany model podatność–stres, przełamały najprostszą historyczną dychotomię nature versus nurture, na rzecz modelu w którym organizmy są kształtowane przez oba źródła na wiele złożonych sposobów. Wczesne oszacowania sugerowały, że takie efekty nie występuje w praktyce często, jednak zaznaczano, że dostępne metody badawcze mają bardzo małą dokładność. Wykrycie efektów interakcji wymaga znacznie wyższej mocy statystycznej w porównaniu do efektów głównych. Późniejsze analizy (głównie w metodologii badań bliźniąt wychowywanych razem i osobno) zademonstrowały na przykład przesłanki obecności interakcji ze statusem socjoekonomicznym m.in. w dziedzicznych czynnikach depresji, czy zdolności poznawczych lub wykształcenia, oraz interakcji genów z emocjonalnym ciepłem opiekunów w przypadku agresji. W genetyce populacyjnej znaleziono dla przykładu przesłanki możliwej znaczącej interakcji genów i środowiska (porównywano kilka krajów) z takimi wskaźnikami jak współczynnik dzietności. Zaznacza się jednak, że ta dziedzina badań jest młoda, i w większości przypadków rezultaty mają na ten moment wstępny charakter i wymagają prób replikacji. 